# Na Sầm
Na Sầm là xã của tỉnh Lạng Sơn, Việt Nam.

## Địa lý
Thị trấn Na Sầm nằm ở trung tâm huyện Văn Lãng, có vị trí địa lý:
- Phía đông giáp xã Thanh Long và xã Tân Thanh
- Phía tây giáp xã Bắc Việt và xã Thành Hòa
- Phía nam giáp xã Hoàng Việt
- Phía bắc giáp xã Bắc Hùng.

Thị trấn Na Sầm nằm trên quốc lộ 4, cách trung tâm thành phố Lạng Sơn khoảng 27 km.
Thị trấn Na Sầm có diện tích 14,68 km², dân số năm 2018 là 6.229 người, mật độ dân số đạt 424 người/km².
Trên địa bàn thị trấn có sông Kỳ Cùng chảy qua.

## Lịch sử
Từ thời phong kiến, Na Sầm đã đóng vai trò là châu lỵ châu Thoát Lãng. Tới thời Pháp thuộc, do là vị trí chốt chặn quan trọng trên con đường nối liền Cao Bằng và Lạng Sơn (đường thuộc địa số 4), Na Sầm trở thành một đồn bốt quan trọng, và thường được người Pháp nhắc tới bằng cái tên Nacham.
Ngày 21 tháng 11 năm 2019, Ủy ban Thường vụ Quốc hội ban hành Nghị quyết số 818/NQ-UBTVQH14 về việc sắp xếp các đơn vị hành chính cấp xã thuộc tỉnh Lạng Sơn (nghị quyết có hiệu lực từ ngày 1 tháng 1 năm 2020). Theo đó, sáp nhập toàn bộ 3,60 km² diện tích tự nhiên và 724 người thuộc 3 thôn: Tân Hội, Nà Cưởm, Nà Chà của xã Tân Lang vừa giải thể; 9,17 km² diện tích tự nhiên và 1.414 người thuộc 5 thôn: Thâm Mè A, Thâm Mè B, Khun Sam, Nà Khách, Lũng Cùng của xã Hoàng Việt vào thị trấn Na Sầm.
Sau khi điều chỉnh, thị trấn Na Sầm có diện tích 14,68 km², dân số là 6.229 người.